# 住友金属工業

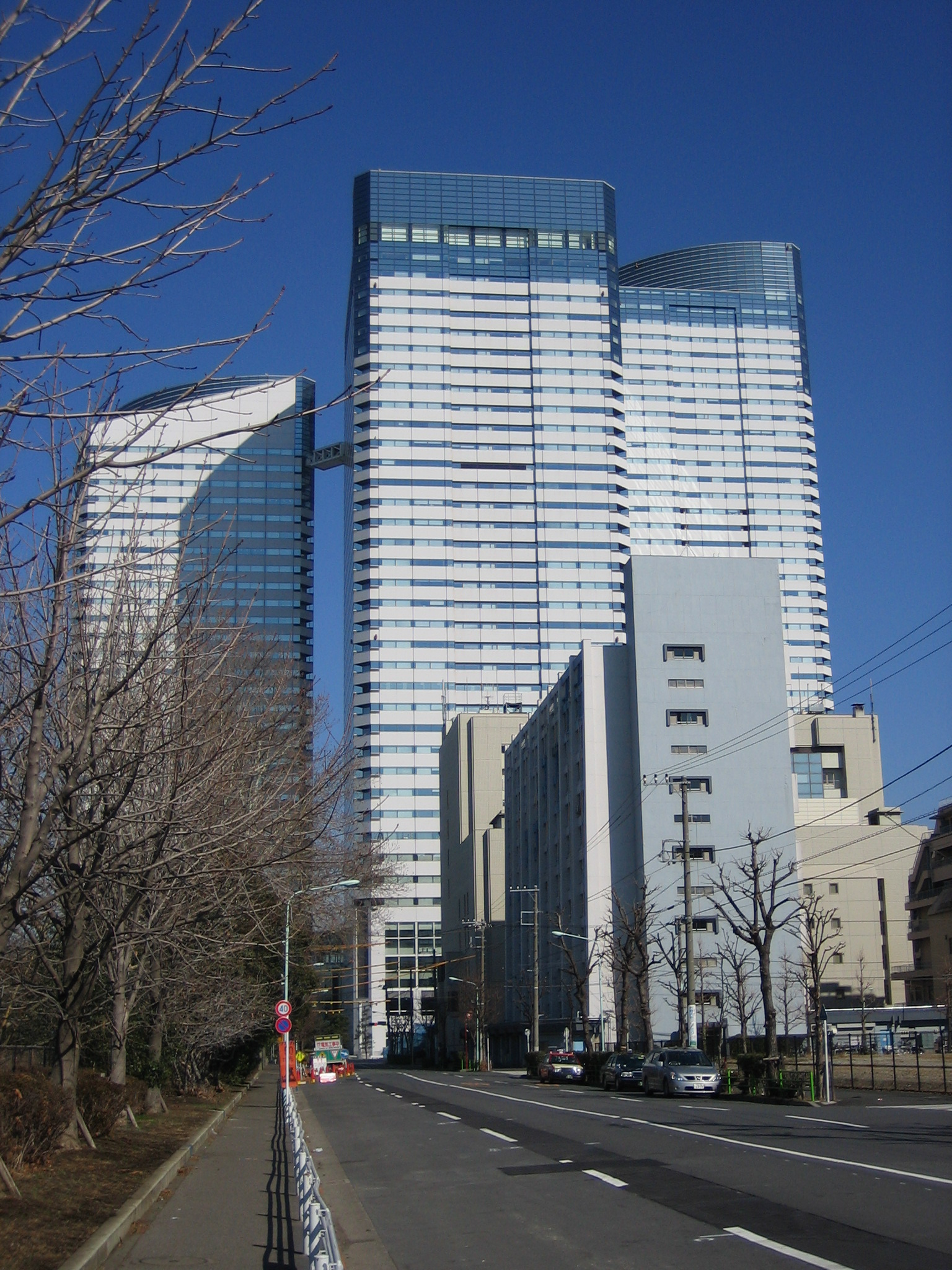
2012年7月末まで、東京本社が入居していた晴海アイランドトリトンスクエア

住友金属工業株式会社（すみともきんぞくこうぎょう、英: Sumitomo Metal Industries, Ltd.、略称：住友金属、住金）は、かつて存在した日本の大手鉄鋼メーカー（高炉メーカー）である。本社所在地は大阪府大阪市中央区北浜（住友村）。関西経済界の重鎮（関西財界御三家）であり、住友グループの要として三井住友銀行（旧住友銀行）、住友化学とともに「住友グループ御三家」と称された。
2012年に官営八幡製鐵所を源流とする新日本製鐵と合併し新日鉄住金（現在の日本製鉄）となったことで、住友グループを離脱した。

## 概要
主な事業は鉄鋼業で、鋼管・薄板・厚板・建材・鉄道車両用品、条鋼などを生産した（粗鋼生産量は、旧新日本製鐵と合併する前年の2011年度には約1,271.8万トン）。特に継目無鋼管（シームレスパイプ）と呼ばれる原油・天然ガス採掘用の鋼管は世界的に定評があった。
主力製鉄所は鹿島と和歌山にあった。2004年には鹿島製鉄所内に大型の新高炉を建設しコスト競争力を向上させたが、和歌山は古い製鉄所のため生産効率が劣っていた。そのため、熱間圧延ミルラインの休止および上工程（製銑・製鋼ライン）の台湾・中国鋼鉄との合弁会社への分離など大リストラ策が実施された。特筆すべき事項として和歌山製鉄所の第4高炉は1982年2月23日の火入れ以降、2009年7月11日の吹き止めまで実に27年4か月（1万1日）稼働し、稼働日数世界最長記録を達成した。これにより国内同業の高炉の長寿命化に貢献した。
1970年の新日本製鐵誕生より、銑鋼一貫メーカーは長らく6社体制で安定していたが、2002年に日本鋼管と川崎製鉄が経営統合して、JFEグループが誕生。これに対抗し、新日鐵・住金と神戸製鋼所も同年、包括的な提携を結びJFEグループへの対抗姿勢を示した。
他の鉄鋼会社と同様に事業の多角化の一環で、半導体用シリコンウエハーの生産も手掛けていたが、収益が悪化して三菱マテリアルとの合弁会社である株式会社シリコンユナイテッドマニュファクチャリングに移管。橋梁やエネルギー分野、環境関連エンジニアリングの分野でも事業を展開していた。
1989年、プロサッカーリーグ（Jリーグ）設立が具体化した際に参加表明し、当時の住友金属工業蹴球団から鹿島アントラーズとしてJリーグクラブを誕生させた。また、同クラブのホームスタジアムである茨城県立カシマサッカースタジアムの第2ゲートの命名権を取得し、「住金ゲート」と命名した。
2012年10月1日に新日本製鐵と合併して新日鐵住金株式会社となり、住友グループから離脱。これにより、60年にわたり掲げ続けてきた「住友金属」の名が、新日鐵住金の英文社名「NIPPON STEEL & SUMITOMO METAL CORPORATION」に残るのみとなっていたが、同社は2019年4月1日に日本製鉄株式会社 (Nippon Steel Corporation; NIPPON STEEL) に社名を変更したため、「住友」の名は完全に消滅した。

## 事業と拠点
以下は合併合意前の拠点一覧である。

### 主要事業所
- 東京事業所 - 東京都千代田区永田町2丁目2番2号
- 愛知事業所 - 愛知県名古屋市東区東桜1丁目1番1号
- 静岡事業所 - 静岡県袋井市土橋336番
- 京都事業所 - 京都府京都市東山区1丁目1番1号
- 大阪事業所 - 大阪府大阪市此花区島屋5の1の109

#### 本社・支社
本社
- 東京本社 - 東京都千代田区丸の内1丁目1番1号
- 東京本社 - 東京都千代田区大手町1丁目1番1号
- 愛知本社 - 愛知県名古屋市東区東桜1丁目1番1号
- 愛知本社 - 愛知県豊橋市明海町1番1号
- 大阪本社 - 大阪府大阪市此花区島屋5の10の109
- 東京本社 - 東京都中央区晴海一丁目8番11号（トリトンスクエア）

支社
- 北海道支社 - 北海道札幌市中央区大通西4丁目6番8号
- 東北支社 - 宮城県仙台市青葉区中央4丁目10番3号
- 北関東支社 - 茨城県水戸市笠原町978番25
- 新潟支社 - 新潟県新潟市中央区東大通1丁目2番30号
- 北陸支社 - 富山県富山市桜橋通1番18号
- 名古屋支社 - 愛知県名古屋市東区東桜1丁目1番1号
- 四国支社 - 香川県高松市番町1丁目6番1号
- 中国支社 - 広島県広島市中区紙屋町1丁目3番2号
- 九州支社 - 福岡県福岡市博多区博多駅前3丁目2番8号

#### 製造拠点
鹿島製鉄所・和歌山製鉄所・小倉製鉄所の3か所に銑鋼一貫製鉄所を保有していた。鹿島製鉄所は鉄鋼・建材カンパニーに属す住金最大の拠点で、各種薄板、厚板、溶接鋼管、形鋼など、和歌山製鉄所は鋼管カンパニーに属し、各種薄板、継目無鋼管（シームレスパイプ）などを製造している。なお継目無鋼管は同じく鋼管カンパニーに属す特殊管事業所でも製造している。小倉製鉄所は1916年（昭和16年）に竣工した東京製綱株式会社小倉製鋼所をルーツで、株式会社浅野小倉製鋼所を経て戦後の1952年に住友金属工業小倉製鉄所となり住友金属工業が銑鋼一貫製鉄所となった歴史ある製鉄所だったが、2000年4月1日に産業再生法を適用して分社化された。その後、新日本製鐵と住友金属工業とが合併するにあたり本体に再合併され、新日鉄住金の小倉製鉄所となった。
交通産機品カンパニーには大阪の「製鋼所」がある。ここでは、同カンパニーの鉄道車両用品、鋳鍛鋼品製品を製造した。
| 工場名       | 工場名         | 所在地                            | 主な生産品目                                       |
| ------------ | -------------- | --------------------------------- | -------------------------------------------------- |
| 鹿島製鉄所   | 鹿島製鉄所     | 茨城県鹿嶋市光3番地（一部神栖市） | 薄板、厚板、鋼管、建材                             |
| 和歌山製鉄所 | （和歌山地区） | 和歌山県和歌山市湊1850番地        | 鋼板、鋼管、シームレスパイプ                       |
| 和歌山製鉄所 | （海南地区）   | 和歌山県海南市船尾260番地100      | 鋼管                                               |
| 特殊管事務所 | 特殊管事務所   | 兵庫県尼崎市東向島西之町1番地     | 鋼管                                               |
| 製鋼所       | 製鋼所         | 大阪府大阪市此花区島屋5の1の109   | 車輪、車軸、輪軸、台車、ブレーキディスク、駆動装置 |
| 小倉製鉄所   | 小倉製鉄所     | 福岡県北九州市小倉北区許斐町1番地 | 棒鋼・線材                                         |
| 直江津製造所 | 直江津製造所   | 新潟県上越市港町2丁目12番1号      | ステンレス鋼板、チタン                             |

#### 研究所
- 総合技術研究所
  - 尼崎地区 - 兵庫県尼崎市扶桑町1番8号
  - 波崎地区 - 茨城県神栖市砂山16番地1
- ステンレス・チタン研究開発部 - 新潟県上越市（直江津製造所内）
- 鋼板プロセス研究開発部 - 茨城県鹿嶋市（鹿島製鉄所内）

#### 海外事務所
- アメリカ（シカゴ、ヒューストン）
- オーストラリア（シドニー）
- タイ（バンコク）
- シンガポール
- 中国（上海、広州）
- インド（デリー）

### 事業

#### 製鉄事業

##### 主要製品
鋼板・建材カンパニー
- 薄板 - 自動車・家電用など
- 厚板 - 船舶・橋梁用など
- 建築材料 - 土木分野用鋼管杭・鋼矢板、建築用形鋼など
- チタン製品 - 航空・宇宙・海洋開発用など

鋼管カンパニー
- 鋼管 - 石油掘削・パイプライン用、発電所配管用など

交通産機品カンパニー

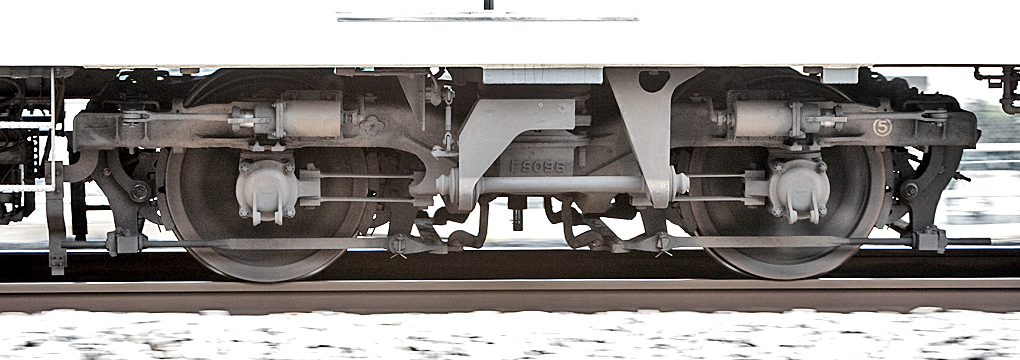
住友金属FS096台車
（Sミンデン型、東武8000系電車）

- 鉄道車両部品 - 台車、車輪、ブレーキディスク、駆動装置、輪軸など[5]。
  - 鉄道車両用車輪の日本国内シェアはほぼ100 %である。台車は大手私鉄を中心に高いシェアを持ち、形式には前身の扶桑金属工業に由来する FS（ボルスタ付き台車）もしくはSS（ボルスタレス）が付く
  - かつては、付随車用の台車は形式の最初の数字を0としていたが、住友金属時代の末期には数字を変更せず、末尾にM・T・CT（CTは東京地下鉄向けのみ）を付けることで区別していた。
- 自動車・建設機械部品 - クランクシャフトなど
- 産業機械部品

エンジニアリングカンパニー
- 橋梁関連製品
- 鋼製セグメント

#### 電力事業
製鉄所において石炭を燃料に発電（火力発電）し、独立系発電事業者 (IPP)として電力会社への電力の卸供を行っている。2007年（平成19年）、鹿島製鉄所にて住友金属鹿島火力発電所の運用を開始し、約50万キロワットの電力を東京電力に供給している。

## 沿革

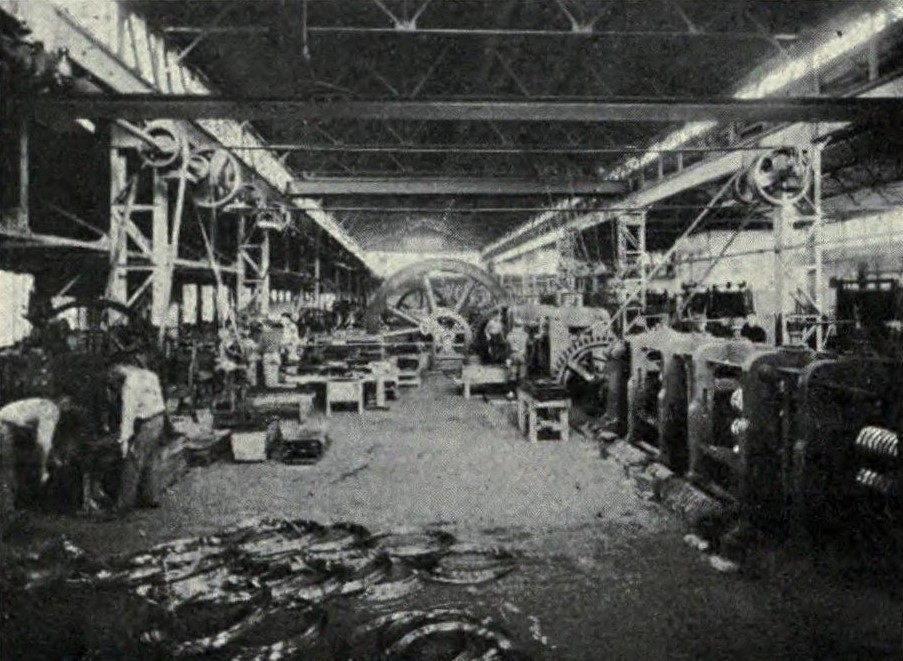
住友伸銅場

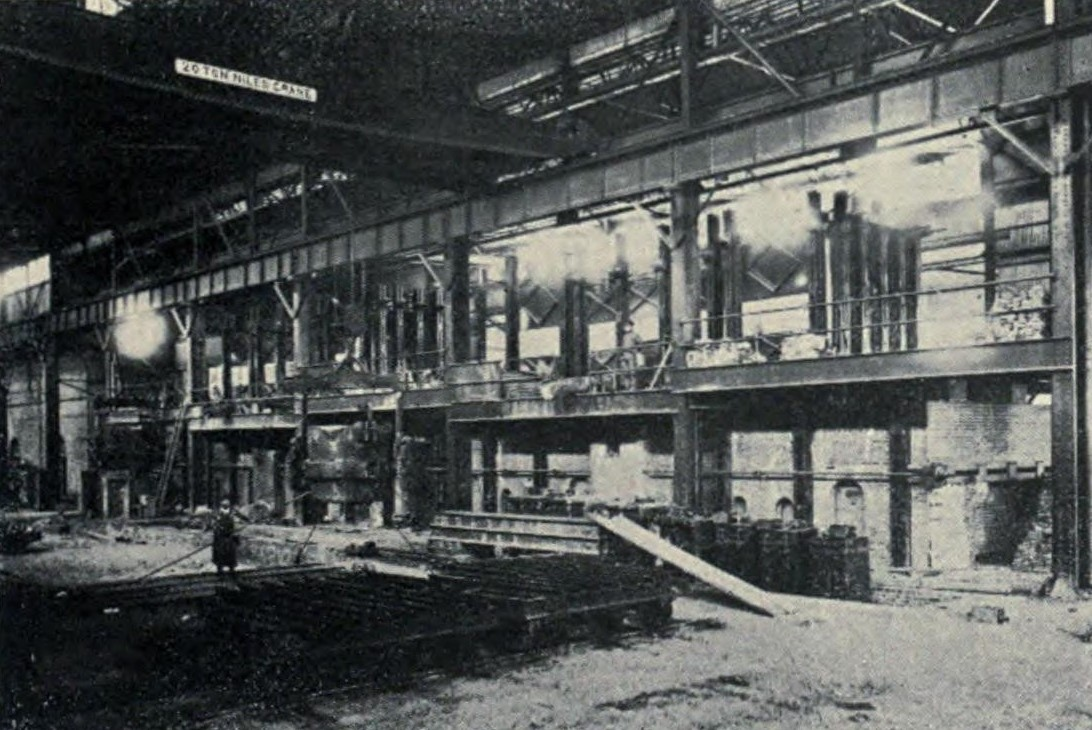
住友伸銅場

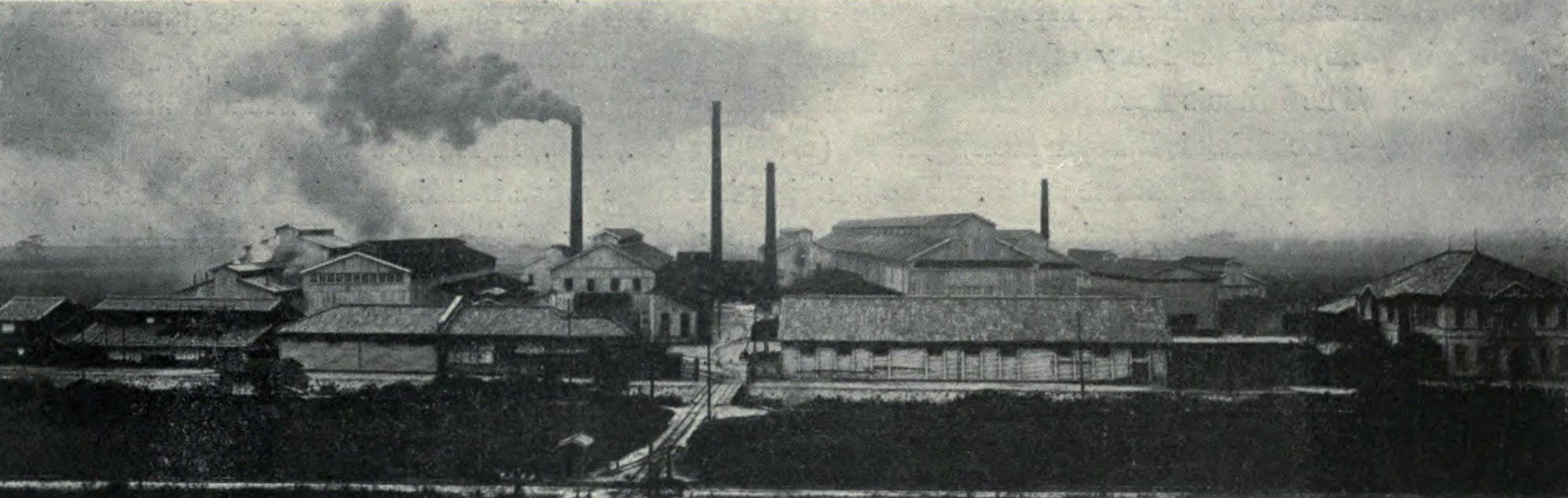
住友鋳鋼場

### 前史
- 1897年（明治30年）4月1日 - 住友伸銅場が創業。
- 1901年（明治34年） - 住友鋳鋼場が創業。支配人：山崎久太郎。
- 1913年（大正2年）6月 - 住友伸銅場が住友伸銅所に改称。
- 1921年（大正10年）2月 - 住友合資会社伸銅所が発足。
- 1926年（大正15年）7月 - 住友合資会社伸銅所が住友伸銅鋼管株式会社に改組。
- 1935年（昭和10年）9月 - 住友伸銅鋼管と住友製鋼所（旧・住友鋳鋼場）が合併し、住友金属工業株式会社として発足。
- 1942年（昭和17年）-相模鉄道（現在のJR東日本相模線）101番を借り入れる。その用途などはよく分からず、1950年（昭和25年）に返却されている。本機はその後間もなく解体。
- 1945年（昭和20年） - 扶桑金属工業株式会社に商号を変更。

### 住金発足後
- 1947年（昭和22年）6月13日 - 昭和天皇が尼崎市の鋼管製造所に行幸（昭和天皇の戦後巡幸に一環）。鋼管の製造過程や圧延工程を視察[6]。
- 1949年（昭和24年）
  - 7月1日 - 扶桑金属工業を解散し、新たに新扶桑金属工業株式会社を設立。
  - 9月1日 - 大阪証券取引所に株式上場。
  - 9月3日 - 東京証券取引所に株式上場。
- 1952年（昭和27年）5月 - 住友金属工業株式会社に商号を変更。
- 1953年（昭和28年）7月15日 - 小倉製鋼（旧・浅野小倉製鋼所）を合併、小倉製鉄所発足。高炉メーカーとなる。
- 1959年（昭和34年）8月24日 - 伸銅・アルミニウム圧延部門を分離し、住友軽金属工業を設立。
- 1961年（昭和36年）
  - 1月5日 - 航空機器事業部門を分離し、住友精密工業を設立。
  - 3月 - 和歌山製鉄所発足。
- 1963年（昭和38年）1月7日 - 磁鋼・電子材料製造部門を分離し、住友特殊金属（現・NEOMAX）を設立。
- 1964年（昭和39年）12月-日本国有鉄道の新幹線を開通。
- 1965年（昭和40年）5月-日本郵政貨物、日本鉄道貨物、日本通運貨物
- 1968年（昭和43年）12月1日 - 鹿島製鉄所発足。
- 1974年（昭和49年）8月1日-日本国有鉄道の住友金属工業（株）此花本社を設立。
- 1977年（昭和52年）6月 - エンジニアリング事業部発足。
- 1980年（昭和55年）1月 - 住友海南鋼管を合併、海南鋼管製造所（現・和歌山製鐵所海南地区）発足。
- 1991年（平成3年）7月31日 - キョウエイ製鐵（現・住金スチール）を設立。
- 1992年（平成4年）10月1日 - 日本ステンレス（当時、住友系で同社傘下のステンレス製品メーカー）と合併、直江津製造所発足。
- 1997年（平成9年）10月 - ステンレス・チタン建材事業を住友金属建材（旧・イゲタ鋼板（建設資材部門） + イゲタ建材 + 住金鋼材工業、現・日鐵建材）に譲渡。
- 1998年（平成10年）10月1日 - 住友シチックスを合併。
- 1999年7月30日 - 三菱マテリアル・三菱マテリアルシリコンと共同で株式会社シリコンユナイテッドマニュファクチュアリング（三菱住友シリコン株式会社を経て、現・SUMCO）を設立。
- 2000年（平成12年）4月1日 - 小倉製鉄所を分社し株式会社住友金属小倉、直江津製造所を分社し株式会社住友金属直江津を、それぞれ設立。
- 2001年（平成13年）
  - 3月31日 - 住友金属工業製鋼所の敷地の一部と日立造船桜島工場跡地にユニバーサル・スタジオ・ジャパンが開園。
  - 10月1日 - マイクロデバイス事業を分社し、住友金属マイクロデバイス（現・HDKマイクロデバイス）を設立。
- 2002年（平成14年）
  - 2月1日 - 三菱住友シリコンが住金のシリコンウエハー事業を継承し営業開始。
  - 4月1日 - 社内カンパニー制導入、鋼板・建材カンパニー、鋼管カンパニー、交通産機品カンパニー、エンジニアリングカンパニーが発足。
  - 9月26日 - 住金ケミカルの株式をエア・ウォーターへ譲渡。
- 2003年（平成15年）
  - 1月10日 - 住友金属システムソリューションズの株式をキヤノン販売（現・キヤノンマーケティングジャパン）へ譲渡。
  - 3月27日 - 小倉興産の株式をケイ・ピー・ホールディングへ譲渡。
  - 9月1日 - 関東特殊製鋼を完全子会社化。住友特殊金属の株式の大半を日立金属へ譲渡、関連会社から除外。
  - 10月1日 - 新日本製鐵と共同で新日鐵住金ステンレス（現・日鉄ステンレス）を設立、ステンレス事業を譲渡。
  - 11月1日 - 和歌山製鉄所から粗鋼生産工程を分離して住金鋼鉄和歌山を設立。
- 2006年（平成18年） - 大阪高裁で住友男女差別訴訟が会社が3億4000万円を払うことで和解。
- 2011年（平成23年）
  - 2月3日 - 新日本製鐵との経営統合を発表。
  - 9月22日 - 新日本製鐵との間で統合基本契約を締結。
- 2012年（平成24年）
  - 1月1日 - 子会社の株式会社住友金属小倉と株式会社住友金属直江津を吸収合併して、それぞれ棒鋼・線材カンパニー、ステンレス・チタン事業本部とする[4]。
  - 10月1日 - 新日本製鐵と合併し、新日鐵住金株式会社発足。同時に住友グループから離脱、住友金属工業の法人格は消滅した。
- 2019年（平成31年）4月1日 - 新日鐵住金が日本製鉄株式会社に商号変更し、承継会社からも「住友金属」・「住金」の名が消える。

## 歴代社長
- 春日弘（1941年10月20日 - 1946年1月21日）
- 柳沢七郎（1946年1月21日 - 1947年4月21日）
- 廣田壽一（1949年7月1日 - 1962年11月）
- 日向方齊（1962年11月 - 1974年11月）
- 乾昇（1974年11月 - 1978年6月）
- 熊谷典文（1978年6月 - 1986年6月）
- 新宮康男（1986年6月 - 1992年6月）
- 中村爲昭（1992年6月 - 1996年6月）
- 小島又雄（1996年6月 - 2000年6月）
- 下妻博（2000年6月 - 2005年6月）
- 友野宏（2005年6月 - 2012年9月）

## 主なグループ企業・団体

### 鋼板・建材カンパニー関連
- ウエアハウス工業
- 鹿島共同火力
- シーヤリング工場 - 日本最古のシヤリング業。合併を経て日鉄神鋼シャーリングとなる。
- 住金スチール
- 住金鉱化
- 住金鉱業
- 住金鋼鉄和歌山
- 住金大径鋼管
- 住友金属物流
- 住友金属プラント
- 第一中央汽船
- 中央電気工業
- 住友金属建材
- 日本ステンレス工材
- 和歌山共同火力
- 和歌山高炉セメント
- ワコースチール
- リンテックス

### 鋼管カンパニー関連
- ジルコプロダクツ[注釈 4]
- 住金機工
- 住金ステンレス鋼管
- 住友金属パイプエンジ
- 住友鋼管
  - 松下電工SPT

### 交通産機品カンパニー関連
- 住金関西工業
- 住金デザインエンジ

### エレクトロニクス関連
- エス・アイ・テック
- SUMCO
- 住金セラミックス・アンド・クオーツ
- 中電レアアース
- 住友金属エレクトロデバイス
- HDKマイクロデバイス

### その他
- 大阪チタニウムテクノロジーズ
- 鹿島アントラーズ・エフ・シー
- 共英製鋼
- 共英リサイクル
- 新日鐵住金ステンレス
- 住金鹿島総合サービス
- 住金関西ランドスケープ
- 住金興産
- 住金システム建築
- 住金直江津メンテナンス
- 住金フィナンシャルサービス
- 住金フソウ警備火災
- 住金フソウビジネス
- 住金物産
- 住金マネジメント
- 住金ユナイテッド和歌山
- 住金リコテック
- 住金リサイクル
- 住金和歌山ゼネラル
- スミキン・インターコム
- 住友金属テクノロジー
- 住友金属ファインテック
- 住友精密工業
- 住金精鋼
- 日鉄住金ロールズ
- 日鐵住金溶接工業
- 東アジア連合鋼鐵

### かつてのグループ企業
住友金属工業が吸収合併した企業を除く。
- 住友特殊金属 → NEOMAX（日立金属に吸収合併）
- ダイキン工業 → 資本独立するも住友グループに残留
- スミハツ（旧:住金発条工業） → 日本発条子会社
- 小倉興産 →APAMAN（現:APAMAN）の子会社→ビケンテクノ子会社
- 三光純薬 → エーザイ子会社（現:エーディア）
- 住金ケミカル（旧:住金化工）→ エア・ウォーターへ譲渡（現:エア・ウォーターケミカル）
- 共同酸素 → エア・ウォーター（住友金属の協力会社、後に住友グループへ復帰）
- 住友金属システムソリューションズ → キヤノン販売へ譲渡（現:キヤノンITソリューションズ）
- 住倉工業 → 破産
- 住友軽金属工業 → 大和証券SMBCプリンシパル・インベストメントの第三者割当増資を受け入れ、持分法適用対象外へ（現:UACJ）
- 関東特殊製鋼
  - 株式会社カントク - 関東特殊製鋼のロールおよび鍛造用金型事業の受け皿会社。住友金属工業の完全子会社として設立され、2006年4月に日鉄ハイパーメタル株式会社と経営統合し日鉄住金ロールズとなった。その後のグループ企業再編により法人格は日鉄住金関西マシニングが受け継ぐ[9]。

## スポーツ
- プロサッカー
  - 鹿島アントラーズ（前身は住友金属工業蹴球団）
- 社会人野球
  - 住友金属鹿島硬式野球部
- 文化
  - 住友金属混声合唱団
- かつて存在したスポーツ団体
  - 住友金属野球団（和歌山県和歌山市に本拠地を置いた社会人野球チーム。）
  - 住友金属ギラソール（男子社会人バレーボールチーム。Vリーグに所属）
  - 住友金属スパークス（男子社会人バスケットボールチーム。旧JBLに所属）

## 広告

### 提供番組
- 過去の提供番組
  - JNNニュース（昼・隔日、1970年代前半頃まで）
  - たけし・所のドラキュラが狙ってる
  - 毎日甲子園ボウル（1992年・TBS系列全国ネット時代）

## その他
- 太平洋戦争中、帝国海軍の零式艦上戦闘機などに使用された新素材、超々ジュラルミンの開発元である。
- バブル景気時代には他の鉄鋼メーカー同様にソフト路線の企業コマーシャルを流した。そこで生まれたキャッチコピーのひとつが「やわらか頭してまーす[10]」というフレーズである。「超売り手市場」という時節柄、新卒採用目的で山瀬まみをCMタレントに起用し喋らせた[11]。